# کاترین پونکل
کاترین پونکل (متولد ۲۲ اکتبر ۱۹۵۴) یک روزنامه‌نگار و پرفروشترین رمان‌نویس فرانسوی است. برخی از کتاب‌های او به ۳۰ زبان ترجمه شده و در سراسر جهان فروش میلیونی داشته‌است. در ایالات متحده آمریکا او را به عنوان نویسنده کتاب چشمان تمساح می‌شناسند.

## زندگی و حرفه
کاترین پونکل زمانی که پنج ساله بود از کازابلانکا به فرانسه نقل مکان کرد. او قبل از این که یک روزنامه‌نگار شود در پاریس معلم بود.
در آمریکا مطالب خود را از پر حادثه بودن سبک‌تر کرد و رمان‌های دیگر نوشت.